# Марковская (Ичетовкинское сельское поселение)
 Марковская  — деревня в Афанасьевском районе Кировской области в составе Ичетовкинского сельского поселения.

## География
Расположена на расстоянии примерно 20 км на восток-юго-восток от райцентра поселка  Афанасьево.

## История
Известна с 1891 года, в 1905 (починок Алексея Никифорова Маркова) дворов 2 и жителей 20, в 1926 (починок Алексеевский) 4 и 30 (29 «пермяки»), в 1950 30 и 112, в 1989 году 48 жителей .  

## Население
Постоянное население составляло 39 человек (русские 100%) в 2002 году, 18 в 2010.